# 美国华盛顿西区联邦地区法院
美国华盛顿西区联邦地区法院 （引用时缩写为W.D. Wash.）是美国94个、华盛顿州2个联邦地区法院之一。该法院审理后的案件需上诉至第九巡回法院，专利及《塔克法案》相关的案件需上诉至联邦巡回区法院。该法院总部位于西雅图，司法管辖权覆盖华盛顿州19个郡。